# Resolutie 1704 Veiligheidsraad Verenigde Naties
Resolutie 1704 van de Veiligheidsraad van de Verenigde Naties werd unaniem door de VN-Veiligheidsraad aangenomen op 25 augustus 2006. De resolutie richtte een nieuwe VN-vredesmissie in Oost-Timor op.

## Achtergrond
Nadat Portugal zijn kolonies had losgelaten, werd Oost-Timor eind 1975 na een korte burgeroorlog onafhankelijk. Korte tijd later viel Indonesië het land binnen en ontstond een oorlog, waarna Oost-Timor werd ingelijfd. In 1999 stemde Indonesië in met een volksraadpleging over meer autonomie of onafhankelijkheid, waarop het merendeel van de bevolking voor de tweede optie koos.
De UNOTIL-missie, die de Oost-Timorese overheid moest bijstaan, liep in 2006 ten einde. In april dat jaar braken echter nieuwe onlusten uit, waarop werd besloten opnieuw een vredesmacht te sturen om de orde in het land te handhaven. De UNMIT-vredesmacht zou uiteindelijk nog tot en met 2012 ter plaatse blijven.

## Inhoud
De bevolking en overheid van Oost-Timor probeerden het conflict in het land op te lossen, maar de situatie bleef er fragiel. Portugal, Australië, Nieuw-Zeeland en Maleisië hadden daarom al troepen gestuurd. De verkiezingen die in 2007 gepland stonden moesten een grote stap voorwaarts betekenen.
De Veiligheidsraad richtte de opvolgersmissie van het VN-Kantoor in Oost-Timor UNOTIL op: de Geïntegreerde VN-Missie in Oost-Timor of UNMIT, voor een periode van zes maanden. Die ging bestaan uit een civiel component,
een politiecomponent van 1608 man en 34 militaire verbindingsofficieren en personeelsleden. De missie kwam onder leiding van de speciale vertegenwoordiger van de secretaris-generaal Kofi Annan en kreeg het volgende mandaat:
a. De overheid ondersteunen,
b. De komende verkiezingen ondersteunen,
c. De orde herstellen door de politie te ondersteunen,
d. De veiligheidshandhaving ondersteunen,
e. Meedenken over de hervorming van het leger,
f. De staatsinstellingen mee versterken,
g. Mensenrechteninstellingen versterken en justitie en verzoening promoten,
h. Mee hulpgoederen leveren en mensen in nood helpen,
i. Een onderzoeksteam leveren om mensenrechtenschendingen verder te onderzoeken,
j. Coördineren met VN-agentschappen, fondsen, programma's en donoren,
k. Denken aan seksegelijkheid en aan kinderen in het beleid van de missie,
l. Informatie verschaffen aan de bevolking; vooral over de verkiezingen,
m. De veiligheid van VN-personeel waarborgen,
n. De vooruitgang in al het voorgaande opvolgen.

## Verwante resoluties
- Resolutie 1690 Veiligheidsraad Verenigde Naties
- Resolutie 1703 Veiligheidsraad Verenigde Naties
- Resolutie 1745 Veiligheidsraad Verenigde Naties (2007)
- Resolutie 1802 Veiligheidsraad Verenigde Naties (2008)